# Persone di nome Susan
| Questa pagina contiene informazioni ricavate automaticamente dalle voci biografiche con l'ausilio del template Bio e di un bot. L'aggiornamento è periodico e automatico e ricostruisce completamente la pagina. Se manca una persona in questa lista, sei pregato di non aggiungerla, ma accertati piuttosto che la sua voce biografica contenga il template Bio e che i dati anagrafici siano correttamente compilati. Se il template Bio manca, inseriscilo tu stesso o, in alternativa, metti l'avviso {{tmp\|Bio}} che ne segnala la mancanza. Se i dati riportati sono sbagliati, correggi direttamente la voce biografica; le modifiche saranno visibili in questa lista entro pochi giorni. Per chiarimenti vedi il progetto antroponimi. La lista contiene solo le 207 persone che sono citate nell'enciclopedia e per le quali è stato implementato correttamente il template Bio. Pagina aggiornata al 6 ago 2025. |

Questa è una lista di persone presenti nell'enciclopedia che hanno il nome Susan, suddivise per attività principale.

## Ambientaliste(1)
- Susan Shaw, ambientalista statunitense (Dallas, n. 1943 - New York, † 2022)

## Artiste(1)
- Susan Hefuna, artista egiziana (n. 1962)

## Astrofisiche(1)
- Jocelyn Bell, astrofisica britannica (Belfast, n. 1943)

## Astronaute(2)
- Susan Helms, ex astronauta statunitense (Charlotte, n. 1958)
- Susan Kilrain, ex astronauta statunitense (Augusta, n. 1961)

## Astronome(2)
- Susan Banh, astronoma canadese
- Susan D. Kern, astronoma statunitense (n. 1977)

## Attiviste(1)
- Susan Kelly-Dreiss, attivista statunitense (Pennsylvania, n. 1942)

## Attrici pornografiche(2)
- Susan McBain, ex attrice pornografica statunitense (New York, n. 1945)
- Constance Money, ex attrice pornografica statunitense (Lebanon, n. 1956)

## Biatlete(1)
- Susan Dunklee, biatleta e ex fondista statunitense (n. 1986)

## Canoiste(1)
- Susan Holloway, ex canoista e ex fondista canadese (Halifax, n. 1955)

## Canottiere(2)
- Susan Francia, canottiera ungherese (Seghedino, n. 1982)
- Susan Lee, ex canottiera australiana (n. 1966)

## Cantanti(9)
- Susan Aglukark, cantante e musicista canadese (Churchill, n. 1967)
- Susan Ashton, cantante statunitense (Nashville, n. 1967)
- Susan Boyle, cantante britannica (Blackburn, n. 1961)
- Phranc, cantante e paroliera statunitense (Los Angeles, n. 1957)
- Susan Maughan, cantante e attrice britannica (Consett, n. 1938)
- Suzie McNeil, cantante canadese (Mississauga, n. 1976)
- Sue Medley, cantante canadese (Courtenay, n. 1962)
- Susan Raye, cantante statunitense (Eugene, n. 1944)
- Susan Tedeschi, cantante e musicista statunitense (Boston, n. 1970)

## Cantautrici(3)
- Suzy Bogguss, cantautrice statunitense (Aledo, n. 1956)
- Siouxsie Sioux, cantautrice britannica (Londra, n. 1957)
- Susan Werner, cantautrice statunitense (Manchester, n. 1965)

## Cestiste(7)
- Susan Britton, cestista statunitense (Lubbock, n. 1949 - Celina, † 2022)
- Sue Harcus, ex cestista australiana (Perth, n. 1954)
- Susan Kariuki, ex cestista keniota (Nairobi, n. 1966)
- Susan Murray, ex cestista canadese (Mississauga, n. 1979)
- Sue Rojcewicz, ex cestista e allenatrice di pallacanestro statunitense (Worcester, n. 1953)
- Sue Stewart, ex cestista canadese (Toronto, n. 1969)
- Sue Wicks, ex cestista e allenatrice di pallacanestro statunitense (Center Moriches, n. 1966)

## Chimiche(1)
- Susan Solomon, chimica statunitense (Chicago, n. 1956)

## Costumiste(2)
- Sue Blane, costumista britannica (Wolverhampton, n. 1949)
- Susan Hilferty, costumista statunitense (Arlington, n. 1953)

## Criminali(2)
- Susan Atkins, criminale statunitense (San Gabriel, n. 1948 - Chowchilla, † 2009)
- Susan Smith, criminale statunitense (Union, n. 1971)

## Designer(1)
- Susan Kare, designer statunitense (Ithaca, n. 1954)

## Dirigenti d'azienda(1)
- Susan Arnold, dirigente d'azienda statunitense (n. 1954)

## Doppiatrici(2)
- Susan Eisenberg, doppiatrice e attrice statunitense (n. 1964)
- Susan Roman, doppiatrice e direttrice del doppiaggio canadese (Edmonton, n. 1957)

## Fotografe(1)
- Susan Meiselas, fotografa statunitense (Baltimora, n. 1948)

## Funzionarie(1)
- Susie Wiles, funzionaria e politica statunitense (Saddle River, n. 1957)

## Giocatrici di curling(1)
- Susan O'Connor, giocatrice di curling canadese (Calgary, n. 1977)

## Giornaliste(2)
- Susan Brownmiller, giornalista, scrittrice e attivista statunitense (New York, n. 1935 - New York, † 2025)
- Susan Faludi, giornalista e scrittrice statunitense (New York, n. 1959)

## Illustratrici(1)
- Susan Van Camp, illustratrice statunitense (Flint, n. 1959)

## Imprenditrici(1)
- Susan Wojcicki, imprenditrice statunitense (Santa Clara, n. 1968 - Santa Clara, † 2024)

## Informatiche(1)
- Susan L. Graham, informatica e matematica statunitense (Cleveland, n. 1942)

## Insegnanti(1)
- Susan J. Napier, docente statunitense (n. 1955)

## Lunghiste(1)
- Sue Hearnshaw, ex lunghista britannica (Liversedge, n. 1961)

## Marciatrici(1)
- Sue Cook, ex marciatrice australiana (n. 1958)

## Mezzofondiste(2)
- Susan Krumins, mezzofondista olandese (Nimega, n. 1986)
- Susan Sirma, ex mezzofondista keniota (n. 1966)

## Mezzosoprani(1)
- Susan Graham, mezzosoprano statunitense (Roswell, n. 1960)

## Modelle(5)
- Susan Akin, modella statunitense (Meridian, n. 1965)
- Suzy Hunt, ex modella britannica (n. 1949)
- Susan Perkins, modella statunitense (Middletown, n. 1954)
- Susan Player, modella e attrice statunitense (Los Angeles, n. 1954 - Los Angeles, † 2019)
- Susan Powell, modella e conduttrice televisiva statunitense (Elk City, n. 1959)

## Montatrici(2)
- Susan E. Morse, montatrice statunitense (New York, n. 1952)
- Susan Shipton, montatrice canadese (n. 1958)

## Nobildonne(2)
- Susan Clarencieux, nobildonna inglese
- Susan de Vere, nobildonna inglese (n. 1587 - † 1629)

## Nuotatrici(10)
- Susie Atwood, ex nuotatrice statunitense (Long Beach, n. 1953)
- Susan Gray, nuotatrice statunitense (San Diego, n. 1939 - † 2019)
- Susie O'Neill, ex nuotatrice australiana (Brisbane, n. 1974)
- Susan Pedersen, ex nuotatrice statunitense (Sacramento, n. 1953)
- Susan Rapp, ex nuotatrice statunitense (n. 1965)
- Susan Roberts, ex nuotatrice sudafricana (Johannesburg, n. 1939)
- Sue Rolph, ex nuotatrice britannica (Newcastle upon Tyne, n. 1978)
- Chris von Saltza, ex nuotatrice statunitense (San Francisco, n. 1944)
- Susan Shields, ex nuotatrice statunitense (Erie, n. 1952)
- Susan Sloan, ex nuotatrice canadese (Stettler, n. 1958)

## Pattinatrici di velocità su ghiaccio(1)
- Susan Auch, ex pattinatrice di velocità su ghiaccio e pattinatrice di short track canadese (n. 1966)

## Pittrici(3)
- Susan Macdowell Eakins, pittrice e fotografa statunitense (Filadelfia, n. 1851 - Filadelfia, † 1938)
- Susan Rothenberg, pittrice e illustratrice statunitense (Buffalo, n. 1945 - Galisteo, † 2020)
- Suze Rotolo, pittrice e insegnante statunitense (New York, n. 1943 - New York, † 2011)

## Poetesse(3)
- Susan Huntington Gilbert Dickinson, poetessa statunitense (Deerfield, n. 1830 - Amherst, † 1913)
- Susan Howe, poetessa, critica letteraria e saggista statunitense (Boston, n. 1937)
- Susan Stewart, poetessa statunitense (Pennsylvania, n. 1952)

## Politiche(11)
- Susan Brooks, politica e magistrato statunitense (Fort Wayne, n. 1960)
- Susan Collins, politica statunitense (Caribou, n. 1952)
- Susan Davis, politica statunitense (Cambridge, n. 1944)
- Susan Dougan, politica sanvincentina (Colonarie, n. 1955)
- Susan Golding, politica statunitense (Muskogee, n. 1945)
- Zoe Lofgren, politica e avvocato statunitense (San Mateo, n. 1947)
- Susan Molinari, politica, giornalista e conduttrice televisiva statunitense (New York, n. 1958)
- Susan Rice, politica e diplomatica statunitense (Washington, n. 1964)
- Susan Schwab, politica statunitense (Washington, n. 1955)
- Susan Weiner, politica statunitense (Albany, n. 1946 - Gainesville, † 2012)
- Susan Wild, politica statunitense (Wiesbaden, n. 1957)

## Politologhe(1)
- Susan George, politologa e attivista statunitense (Akron, n. 1934)

## Produttrici cinematografiche(1)
- Susan Downey, produttrice cinematografica e produttrice televisiva statunitense (Schaumburg, n. 1973)

## Psicoanaliste(1)
- Susan Sutherland Isaacs, psicoanalista e pedagogista britannica (Turton, n. 1885 - Londra, † 1948)

## Psicologhe(5)
- Susan Blackmore, psicologa britannica (Londra, n. 1951)
- Susan Clancy, psicologa statunitense
- Susan Fiske, psicologa statunitense (n. 1952)
- Susan Greenfield, psicologa e politica britannica (Londra, n. 1950)
- Susan Nolen-Hoeksema, psicologa e saggista statunitense (Springfield, n. 1959 - New Haven, † 2013)

## Registe(4)
- Susan Johnson, regista e produttrice cinematografica statunitense (Phoenix, n. 1970)
- Susan Seidelman, regista statunitense (Filadelfia, n. 1952)
- Susan Stroman, regista, coreografa e attrice statunitense (Wilmington, n. 1954)
- Susan Youssef, regista e sceneggiatrice statunitense (Brooklyn, n. 1977)

## Saggiste(2)
- Susan B. Anthony, saggista statunitense (Adams, n. 1820 - Rochester, † 1906)
- Susan Griffin, saggista, poeta e drammaturga statunitense (Los Angeles, n. 1943)

## Scacchiste(1)
- Susan Lalic, scacchista britannica (Chatham, n. 1965)

## Schermitrici(2)
- Susan Jennings, ex schermitrice e maestra di scherma statunitense (n. 1978)
- Susan Stewart, ex schermitrice canadese (Montréal, n. 1946)

## Sciatrici alpine(3)
- Susie Corrock, ex sciatrice alpina statunitense (Seattle, n. 1951)
- Sue Graves, ex sciatrice alpina canadese (n. 1950)
- Susie Patterson, ex sciatrice alpina statunitense (Sun Valley, n. 1955)

## Scrittrici(18)
- Susan Bassnett, scrittrice inglese (n. 1945)
- Susan Choi, scrittrice e insegnante statunitense (Indiana, n. 1969)
- Susan Cooper, scrittrice inglese (Burnham, n. 1935)
- Susan Dunlap, scrittrice statunitense
- Susan Elderkin, scrittrice britannica (Leatherhead, n. 1968)
- Susan Edmonstone Ferrier, romanziera scozzese (Edimburgo, n. 1782 - Edimburgo, † 1854)
- Susan Fletcher, scrittrice britannica (Birmingham, n. 1979)
- Elizabeth George, scrittrice statunitense (Warren, n. 1949)
- Susan Glaspell, scrittrice, giornalista e drammaturga statunitense (Davenport, n. 1876 - Provincetown, † 1948)
- A. S. A. Harrison, scrittrice e artista canadese (n. 1948 - † 2013)
- Susan Hill, scrittrice, drammaturga e editrice britannica (Scarborough, n. 1942)
- Susan Moody, scrittrice britannica (Oxford, n. 1940)
- Susan Minot, scrittrice e sceneggiatrice statunitense (Manchester-by-the-Sea, n. 1956)
- Susan Orlean, scrittrice e giornalista statunitense (Cleveland, n. 1955)
- Susan Price, scrittrice britannica (Dudley, n. 1955)
- Susan Sontag, scrittrice, filosofa e storica statunitense (New York, n. 1933 - New York, † 2004)
- Hilary Spurling, scrittrice e biografa britannica (Stockport, n. 1940)
- Sue Townsend, scrittrice e commediografa inglese (Leicester, n. 1946 - Leicester, † 2014)

## Semiologhe(1)
- Susan Petrilli, semiologa e filosofa italiana (Adelaide, n. 1954)

## Soprani(1)
- Susan Dunn, soprano statunitense (Malvern, n. 1954)

## Stiliste(1)
- Susan Cianciolo, stilista e artista statunitense (n. 1969)

## Storiche(2)
- Susan Reynolds, storica britannica (Londra, n. 1929 - Londra, † 2021)
- Susan Zuccotti, storica statunitense (n. 1940)

## Tenniste(8)
- Susan Alexander, ex tennista australiana
- Susan Bandecchi, tennista svizzera (n. 1998)
- Sue Barker, ex tennista e telecronista sportiva britannica (Paignton, n. 1956)
- Susan Hagey, ex tennista belga (n. 1952)
- Susan Leo, ex tennista australiana (Brisbane, n. 1962)
- Susan Mascarin, ex tennista statunitense (Grosse Pointe Shores, n. 1964)
- Susan Noel, tennista britannica (n. 1912 - † 1991)
- Susan Sloane, ex tennista statunitense (Lexington, n. 1970)

## Tiratrici a volo(1)
- Susan Nattrass, tiratrice a volo canadese (Medicine Hat, n. 1950)

## Triatlete(1)
- Susan Williams, ex triatleta statunitense (Long Beach, n. 1969)

## Senza attività specificata(3)
- Susan Hough, sismologa statunitense (n. 1961)
- Susan Jaffe, ex ballerina e direttrice artistica statunitense (Washington, n. 1962)
- Susan Silver, statunitense (Seattle, n. 1958)